# Kuduro
El Kuduro (o kuduru) es un tipo de música y baile originario de Angola. Se caracteriza por ser rápido, enérgico y apto para bailar. El Kuduro se desarrolló en Luanda, Angola, a finales de la década de 1980. Los productores samplearon música tradicional de carnavales como soca y zouk béton («zouk» duro) del Caribe hacia Angola, así como techno y acordeón de Europa, fusionándolo con un ritmo rápido y constante.
El ritmo del Kuduro es similar al del kizomba.

## Terminología
El nombre del baile hace referencia a un movimiento peculiar en el que los bailarines parecen tener nalgas duras («Cu Duro» en portugués), simulando un estilo de baile agresivo y agitado.

## Tecnología
La evolución del kuduro ha sido en gran medida determinada por la tecnología disponible para sus músicos y productores. Los primeros músicos de kuduro solían componer sus pistas en estaciones de trabajo de secuenciador/muestreador todo en uno, que eran traídas de vuelta a Angola por jóvenes de clase media que habían pasado tiempo en Europa. La memoria limitada de estas máquinas de secuenciación proporciona una explicación para el formato basado en bucles cortos del kuduro temprano. La gradual liberalización de la economía de Angola a principios de los años 2000 hizo que las computadoras personales estuvieran más ampliamente disponibles para la población en general, lo que permitió a los productores componer pistas utilizando programas de producción como Fruity Loops (más tarde rebautizado como FL Studio). Este software basado en patrones amplió enormemente el potencial sonoro del kuduro, ya que los productores podían incorporar sonidos sintetizados integrados en el programa Fruity Loops. Además, debido a que Fruity Loops era vulnerable a la piratería, el kuduro se democratizó efectivamente, lo que permitió que los angoleños de clase baja en los musseques (asentamientos construidos para albergar a los pobres angoleños) contribuyeran al desarrollo de la música. La democratización del kuduro, a su vez, permitió que la música se proliferara ampliamente, convirtiéndose rápidamente en una de las formas de música más populares en Angola y solidificándose como un género distintivo, claramente diferente de sus influencias como la música house. En 2003, el FL Studio renovado actualizó su software para permitir la grabación de múltiples pistas y la grabación directa de audio en un proyecto. Esta revolución tecnológica amplió aún más las posibilidades de producción del kuduro, permitiendo a los músicos grabar voces desde casa, sin tener que visitar un estudio formal.

## Popularidad
El kuduro es muy popular en los antiguos países de ultramar portugueses en África, así como en los suburbios de Lisboa, Portugal (principalmente en Amadora y Queluz), debido al gran número de inmigrantes angoleños.
En la variedad de Lisboa (o kuduro progresivo), que mezcla el kuduro con música house y techno, Buraka Som Sistema, un proyecto de música electrónica portugués/angoleño con sede en Portugal, fue responsable de la internacionalización del kuduro, presentando el género en toda Europa. Apareció en varias revistas de música internacionales después de su éxito con su tema «Yah!» («¡Sí!»). Buraka Som Sistema toma su nombre de Buraca, un suburbio de Lisboa en el municipio de Amadora. Desde la explosión de Buraka Som Sistema, los videos de actuaciones de baile de kuduro encuentran una audiencia cada vez mayor en plataformas de video en internet como YouTube. Los videos varían en calidad, desde el estándar de MTV hasta grabaciones de teléfono móvil apenas reconocibles.

### I Love Kuduro(película)
La película I Love Kuduro, dirigida por los hermanos Mário y Pedro Patrocínio y Coréon Dú, se estrenó con gran éxito en el Festival Internacional de Cine de Río de Janeiro, el festival de cine más grande de América Latina, y en Portugal, en DocLisboa. «I Love Kuduro» fue filmada en Angola y presenta el origen del fenómeno del kuduro.
M.I.A. ha apoyado la música kuduro, trabajando en la canción «Sound of Kuduro» con Buraka Som Sistema en Angola. «Inicialmente surgió de jóvenes que no tenían nada más que usar para hacer música que sus teléfonos celulares, utilizando muestras que obtenían de sus PC y de los botones de sonido de sus móviles», dijo M.I.A. sobre el kuduro. «Es un sonido orientado a la fiesta, con énfasis en el ritmo. Ahora que está creciendo, tienen PCs adecuadas para hacer música».